# 2025년 여름 한반도 집중호우
2025년 여름 한반도 집중호우는 2025년 여름 한반도 전역에 발생한 집중호우이다.

## 개요
2025년 7월 발생한 집중호우로 20일 오전 6시 집계 기준, 전국에서 총 10명이 숨지고 8명이 실종 상태이다. 폭우로 인해 1만 2,921명이 대피하였다.

## 경과

### 7월 17일
2025년 7월 17일 오후 3시 30분부로, 정부는 중앙재난안전대책본부 비상근무 수준을 2단계에서 3단계로, 호우 위기경보도 가장 높은 '심각' 단계로 격상하였다.

### 7월 18일
김민석 총리는 18일 오후부터 계획했던 일정을 취소, 정부서울청사에서 폭우 대응 상황을 점검하였다.

### 7월 19일
2025년 7월 19일 오전 10시 20분, 소방청은 피해가 특히 큰 경상남도 산청군에 대응 1단계를 발령하였다가, 약 한 시간 뒤인 오전 11시 25분에 대응 2단계로 격상했고, 오후 1시엔 국가소방동원령을 발령하였다.
이후 구름대가 점차 북쪽으로 올라가면서 오후 9시를 기해 강원도 지역에 내렸던 호우특보가 해제되었으며, 오후 10시를 기해서는 경남 지역에 내려진 호우특보 또한 해제되었다.

### 7월 20일
2025년 7월 20일 새벽 시간대, 경기도 가평군에서 산사태로 주택이 무너졌다.
김민석 국무총리는 호우 피해가 집중된 경남 산청군에 송미령 농림축산식품부 장관을 급파하였다.

## 피해

### 국가유산
- 울산 구 삼호교
- 산청 율곡사 대웅전